# Уэслианский университет Огайо
Уэслианский университет Огайо (англ. Ohio Wesleyan University) — гуманитарный колледж в городе Делавэр, штат Огайо, в США. Уэслиан — среди старейших высших учебных заведений США, он был основан в 1842 году. Назван в честь Джона Уэсли, основателя методизма.
Среди колледжей с гуманитарной специализацией Уэслиан находится в первой десятке по количеству иностранных студентов — 26 %. Среди студентов есть выходцы из 43 стран и 46 штатов США, 54 % — из штата Огайо. Женщины составляют более половины учащихся (53 %).
Расположен в городе Делавэр (центре одноимённого округа) в 35 км от столицы штата Огайо, Колумбуса, пятнадцатого крупнейшего города США.
Университет реализует только бакалаврские образовательные программы.

## История
История  Уэслианского университета неразрывно связана с Методистской церковью, хотя никаких ограничений по религиозным убеждениям к студентам не предъявляется.
В 1841 году преподобный Адам Поу предложил гражданам Делавэра по подписке собрать деньги на покупку отеля Мэншн Хауз (Mansion House Hotel) с целью переделать его в методистский колледж. Необходимая сумма (9000 долларов) была собрана и 13 ноября 1844 года состоялось открытие колледжа. Первым канцлером был выбран доктор Эдвард Томсон.
В 1853 году был основан Уэслианский женский колледж в Огайо (в 1877 году был объединён с университетом), тогда же появилось и первое братство, Бета Тета Пи.
В 1878 году были добавлены музыкальная школа и школа изящных искусств. В 1881 в кампусе введена военная подготовка, но в 1914 году упразднена.

## Кампус
Кампус расположен рядом с центральной частью Делавэра. Центральная улица города, Сандаски стрит, делит его на две части, восточную (где находятся в основном учебные здания) и западную (с жилыми и административными зданиями).
Одной из главных достопримечательностей кампуса является обсерватория Перкинса. Её строительство было начато в 1923 году и завершено в 1931. На тот момент она обладала третьим по величине телескопом в мире. Также имеется кинотеатр, открытый ещё в 1916 году. Территория кампуса включает в себя заповедник Крауса площадью 32 гектара.

## Известные выпускники
- Роуланд, Шервуд, лауреат Нобелевской премии по химии за изучение озонового слоя.
- Фэрбенкс, Чарлз, 26-й вице-президент США (с 1905 по 1909 год).
- Пил, Норман, министр, оратор.